# Listă de critici de film români
Aceasta este o listă de critici de film români:
- Viorica Bucur

- Tudor Caranfil
- Călin Căliman
- Mihai Chirilov

- Mircea Dumitrescu

- Benjamin Fondane

- Andrei Gorzo
- Grid Modorcea

- Ecaterina Oproiu

- Dumitru Ion Suchianu

- Alex. Leo Șerban

- Eugenia Vodă